# Josep Lluís Berenguer Moreno
Josep Lluís Berenguer Moreno (Barcelona, 1940) és un compositor català. Berenguer va estudiar clarinet, flauta i composició a València amb Francisco Llácer Pla. El 1973 va fundar el grup Actum, amb el qual va posar en marxa el laboratori de música electroacústica, un dels pioners d'Espanya. Ha investigat sobre les noves grafies amb l'obra Còmic el 1975.